# The Day Before
The Day Before (укр. За день до) — багатокористувацька відеогра у жанрі survival horror, розроблена російською компанією Fntastic і видана російсько-новозеландською компанією Mytona. Дія гри розгортається в майбутньому, гравці керують персонажем, який повинен подорожувати та виживати у вигаданому постапокаліптичному місті Нью-Фортун-Сіті, яке було захоплене зомбі. Гра була анонсована у 2021 році та вийшла у ранньому доступі 7 грудня 2023 року для Microsoft Windows через Steam.
Відносно тривалий період розробки гри, низька частота спілкування її розробників зі спільнотою та їхня незначна репутація, а також численні затримки дали привід стверджувати, що гра є «шахрайством». Fntastic спростували це твердження 4 грудня, заявивши, що вони нікого не обманювали, оскільки не зверталися за фінансуванням до громадськості. Після виходу гра була розгромлена критиками. Поширеними зауваженнями були поганий дизайн рівнів, відсутність добре пророблених неігрових персонажів, відсутність ближнього бою, а також численні технічні проблеми та помилки. Дехто вважав, що гра належить до іншого жанру, ніж той, що рекламувався (масова багатокористувацька онлайн-гра з відкритим світом).
11 грудня Fntastic оголосила про своє закриття, заявивши, що оскільки їхня гра «зазнала фінансового краху», вони не можуть дозволити собі продовжувати роботу. Через кілька годин гру було вилучено з продажу в Steam; станом на грудень 2023 року її сервери залишаються доступними для тих, хто її придбав.

## Сюжет
Дія гри розгортається в постапокаліптичних Сполучених Штатах. Весь світ охопила пандемія зомбі. Гравець прокидається у вигаданому місті Нью-Фортун-Сіті, розташованому на східному узбережжі США. Вони приєднуються до інших вцілілих у колонії, щоб відбудувати суспільство.

## Розробка
Вперше про The Day Before стало відомо у січні 2021 року завдяки геймплейному трейлеру, який продемонстрував основні механіки гри. Ігровий трейлер вийшов наступного місяця, у лютому, а Fntastic назвала гру «справжнім проривом жанру MMO-виживання». Співзасновники Fntastic Едуард та Айсен Готовцеви з'явилися в цьому трейлері, заявивши, чим гра відрізнятиметься від інших у цьому жанрі, наприклад, підвищеним реалізмом завдяки графічному інтерфейсу та відкритому геймплею, завершуючи тим, що вони «переосмислили все, починаючи з ігрових цілей і закінчуючи тим, як ми підходимо до якості ігрової механіки». 15 жовтня 2021 року Fntastic оголосила початкову дату релізу 21 червня 2022 року. 5 травня 2022 року, за місяць до початкової дати релізу, було оголошено про затримку, назвавши причиною запланований перехід з Unreal Engine 4 на Unreal Engine 5. Новою датою релізу було призначено 1 березня 2023 року.
27 червня 2022 року користувач X помітив, що Fntastic оновила свій веб-сайт, повідомивши, що вони є організацією як оплачуваних, так і неоплачуваних «волонтерів». У той час як штатні волонтери отримували зарплату, неоплачувані волонтери отримували компенсацію у вигляді «сертифікатів участі» та безкоштовних кодів. Через два дні, 29 червня, Fntastic опублікувала заяву на сайті ігрових новин WellPlayed, в якій говорилося: «Волонтерство в Fntastic означає, що людина добровільно працює заради спільної справи. Ми вважаємо волонтерами всіх членів команди, включно зі співробітниками».
У січні 2023 року сторінку The Day Before було вилучено зі Steam. 25 січня Fntastic заявила, що навколо назви гри виникли проблеми з торговельними марками, і оголосила, що з цієї причини реліз було відкладено до 10 листопада 2023 року. Однак пізніше засновники студії повідомили IGN, що затримка була запланована ще до того, як вони дізналися про суперечки щодо торговельних марок, і про неї планувалося оголосити в новому десятихвилинному геймплейному трейлері. Вони також заперечили твердження, що гра була «аферою», заявивши, що їх підтримує Mytona і регулярно оцінює їхній прогрес, і що «ми не взяли жодної копійки від людей: ні краудфандингу, ні попередніх замовлень, ні пожертвувань».
2 лютого 2023 року, на тлі спекуляцій щодо статусу гри, Fntastic опублікувала нові ігрові кадри. Однак невдовзі після цього відео, пов'язані з The Day Before, були вилучені з YouTube через скарги третьої сторони на порушення прав на торговельну марку. Пізніше Fntastic заявила, що її атакував розробник додатку-календаря під назвою «TheDayBefore». У серпні 2023 року стало відомо, що Mytona та Fntastic подали заявку на реєстрацію торгової марки під новою назвою Dayworld. У листопаді 2023 року було оголошено, що гра вийде в Steam у ранньому доступі 7 грудня 2023 року.
11 грудня 2023 року Fntastic оголосила про закриття студії, а майбутнє The Day Before невідоме, посилаючись на погані фінансові показники гри. Того ж дня гру було вилучено з продажу в Steam.

## Сприйняття
Після першого анонсу The Day Before стала найбажанішою грою в Steam. Після цього згадані вище численні затримки, суперечки щодо торговельних марок, звинувачення у неправдивій рекламі та використання Fntastic неоплачуваної праці призвели до того, що дехто назвав гру надмірно амбітною та погано керованою.
Після виходу гри у ранньому доступі IGN розкритикував багато аспектів гри, назвавши її «повним розчаруванням» і «безперечно однією з найгірших ігор, в які вони коли-небудь грали». Eurogamer написав, що «частота кадрів жахлива, а місто здається бездушним», і підсумував: «Очевидно, що це неймовірно проста гра, в якій мало що є цікавого». GamesRadar+ сказав: «У грі немає жодної значущої ідеї, жодної характерної механіки, жодного креативного стилістичного рішення і, звичайно, жодного переконливого персонажа».
The Day Before отримала «виключно негативні» відгуки у Steam, гравці критикували відсутність ближнього бою, штучного інтелекту, дизайну та масштабу світу, а також технічні проблеми. Інші вважали, що гра схожа на шутер зі схемою «знайди і втечи», а не на масову багатокористувацьку онлайн-гру (MMO), як її рекламували. Кількість гравців зменшилася на 75 відсотків через два дні після релізу, і на 90 відсотків через чотири дні після релізу.